# NEU3
NEU3 (англ. Neuraminidase 3) – білок, який кодується однойменним геном, розташованим у людей на короткому плечі 11-ї хромосоми. Довжина поліпептидного ланцюга білка становить 428 амінокислот, а молекулярна маса — 48 252.
| 10         |  | 20         |  | 30         |  | 40         |  | 50         |
| ---------- |  | ---------- |  | ---------- |  | ---------- |  | ---------- |
| MEEVTTCSFN |  | SPLFRQEDDR |  | GITYRIPALL |  | YIPPTHTFLA |  | FAEKRSTRRD |
| EDALHLVLRR |  | GLRIGQLVQW |  | GPLKPLMEAT |  | LPGHRTMNPC |  | PVWEQKSGCV |
| FLFFICVRGH |  | VTERQQIVSG |  | RNAARLCFIY |  | SQDAGCSWSE |  | VRDLTEEVIG |
| SELKHWATFA |  | VGPGHGIQLQ |  | SGRLVIPAYT |  | YYIPSWFFCF |  | QLPCKTRPHS |
| LMIYSDDLGV |  | TWHHGRLIRP |  | MVTVECEVAE |  | VTGRAGHPVL |  | YCSARTPNRC |
| RAEALSTDHG |  | EGFQRLALSR |  | QLCEPPHGCQ |  | GSVVSFRPLE |  | IPHRCQDSSS |
| KDAPTIQQSS |  | PGSSLRLEEE |  | AGTPSESWLL |  | YSHPTSRKQR |  | VDLGIYLNQT |
| PLEAACWSRP |  | WILHCGPCGY |  | SDLAALEEEG |  | LFGCLFECGT |  | KQECEQIAFR |
| LFTHREILSH |  | LQGDCTSPGR |  | NPSQFKSN   |  |            |  |            |

A: Аланін

C: Цистеїн

D: Аспарагінова кислота

E: Глутамінова кислота

F: Фенілаланін

G: Гліцин

H: Гістидин

I: Ізолейцин

K: Лізин

L: Лейцин

M: Метіонін

N: Аспарагін

P: Пролін

Q: Глутамін

R: Аргінін

S: Серин

T: Треонін

V: Валін

W: Триптофан

Кодований геном білок за функціями належить до гідролаз, глікозидаз, фосфопротеїнів. 
Задіяний у таких біологічних процесах, як метаболізм ліпідів, деградація ліпідів, вуглеводний обмін, альтернативний сплайсинг. 
Локалізований у клітинній мембрані, мембрані.